# Assemblea Regional Siciliana
Assemblea Regional Siciliana (en sicilià: Assimbrea Riggiunali Siciliana) és l'òrgan legislatiu de la Regió siciliana, com és prevista en el seu estatut especial. En virtut del seu estatut particular, és l'única assemblea regional italiana que gaudeix del títol de parlament i els seus components són identificats com a diputats.

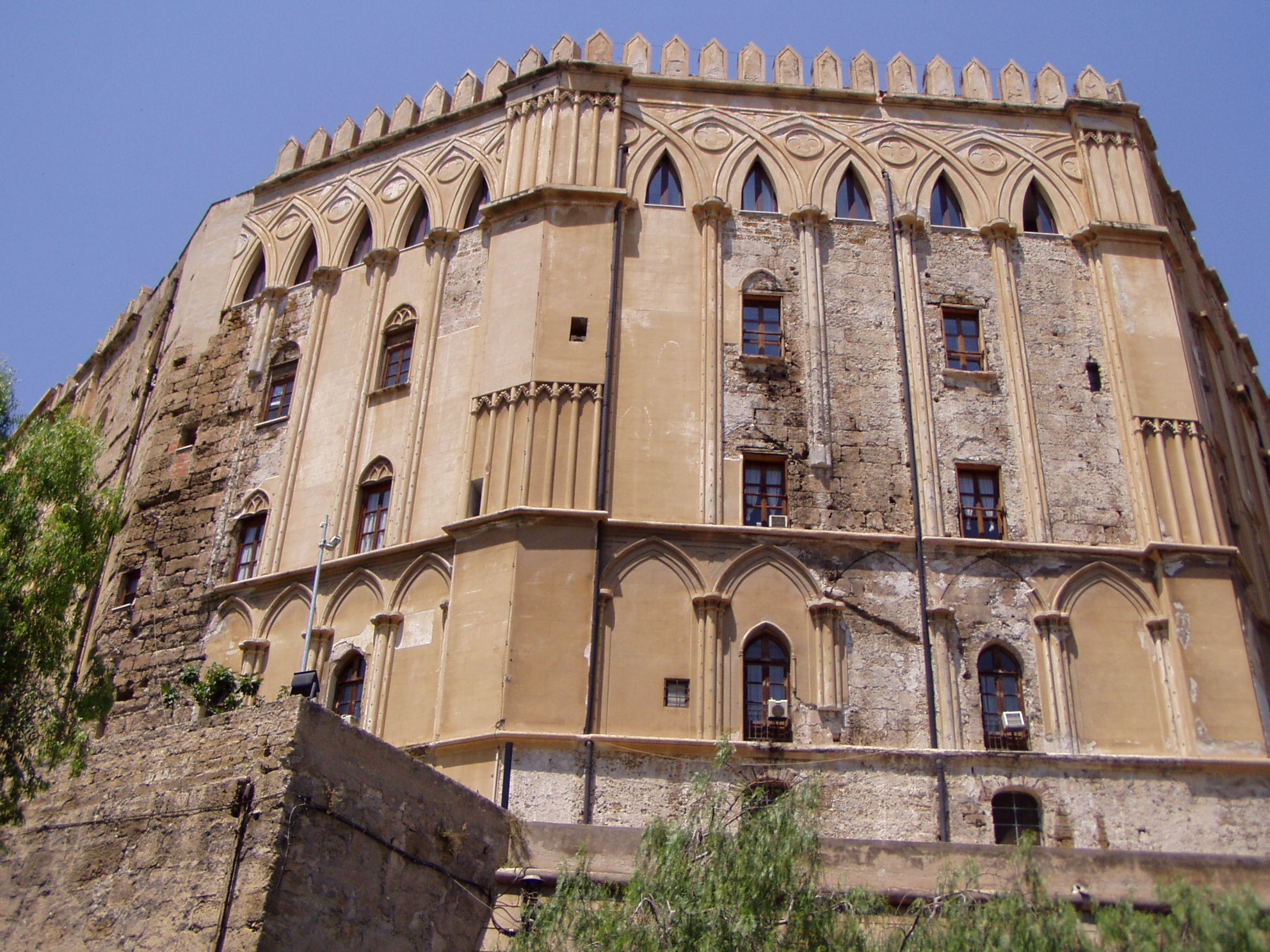
Palazzo dei Normanni, a Palerm, seu de l'Assemblea.

L'Assemblea té la seu al prestigiós Palau Reial. Fou construït en el segle xi, durant la conquesta normanda de Sicília, i fou objecte de nombroses remodelacions. Ha hostatjat els sobirans de Sicília, inclòs Frederic II i, successivament, dels virreis d'Espanya. És cèlebre la seva Capella Palatina. El servei turístic del Palau i de la Capella Palatina són encarregats a la Fondazione Federico II.
L'Assemblea és formada per 90 diputats elegits per sufragi universal directe dels electors sicilians per un període de cinc anys des de 1971, ja que fins aleshores era cada quatre anys. Des del 1130 es reuneix a la Sala d'Ercole a l'interior del Palazzo dei Normanni de Palerm. El 2008 l'Assemblea es va veure convulsa per la dimissió del president regional.

## Història
El Parlament Sicilià, considerat un dels més antics del món començà la seva activitat el 1130 a Palerm, al Palazzo dei Normanni. La primera sessió, que era itinerant, fou convocada per Roger I de Sicília el 1097 a Mazara del Vallo. Però el primer parlament normand no era deliberatiu, només tenia funcions consultives i de confirmar l'autoritat del sobirà, especialment en tributs, economia i guerra. Els diputats eren principalment els nobles més poderosos. El primer canvi radical es produí amb l'emperador Frederic II, qui hi permet l'accés parcial a la societat civil.
Després d'un període en segon pla durant la dinastia angevina, el parlament esdevé el fulcre fonamental de l'organització dels Vespres Sicilianes. El 3 d'abril de 1282, durant la sublevació, el Parlament adoptà la bandera roja i groga amb la trinacla, que esdevindrà la bandera de Sicília. Sota el regnat de Frederic III de Sicília el 1297, l'Assemblea va reforçar el seu propi rol central. Aleshores era composta per senyors feudals, síndics de la ciutat, barons i comtes, i era convocat i presidit pel rei. Tenia les funcions d'elegir el rei i de garantir el correcte desenvolupament de la justícia ordinària exercitada pels justiciers, jutges, notaris i altres oficials reials.

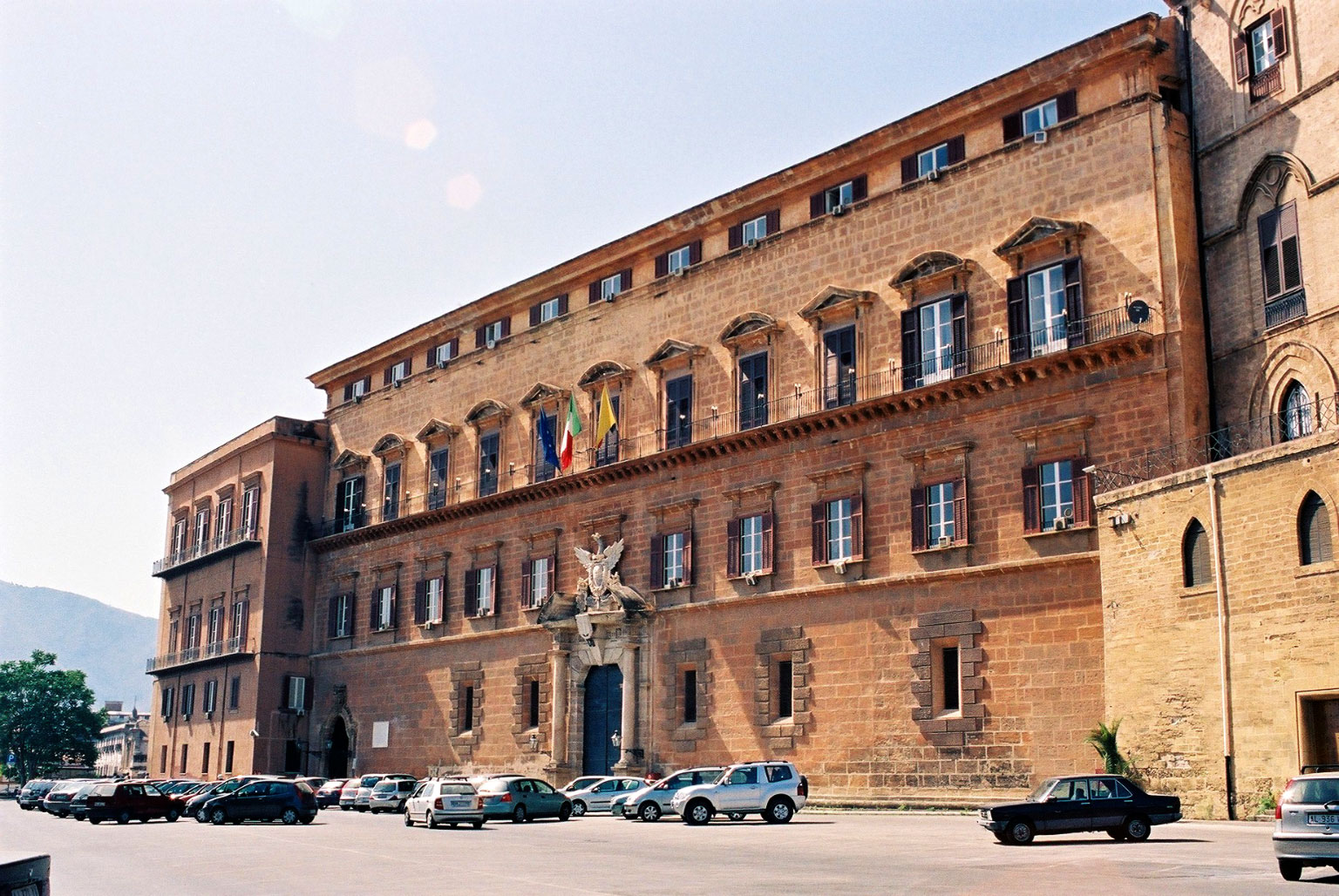
L'entrada del Parlament Sicilià.

El 1410 el Parlament Sicilià amb seu al Palazzo Corvaja de Taormina, davant la reina Blanca I de Navarra, va protagonitzar l'elecció de la successió del rei de Sicília Martí II. Amb els successius reis aragonesos Sicília va veure minvada la seva autonomia, ja que era governada per un virrei. Amb Carles V el 1532 fou convocat a Palerm novament un Parlamento, que es continuà reunint sota Felip II, i conservà certa rellevància.
Amb els Borbons Sicília fou governada des de Nàpols i la funció del parlament es va veure reduïda notablement fins a la revolució de 1848. El 25 de març de 1848 es va reunir a Palerm el Parlament General de Sicília, amb un govern revolucionari format pel president Ruggero Settino i els seus ministres. Però pel decret de Gaeta de 28 de febrer de 1849 Ferran II de les Dues Sicílies va tornar a prendre el control de Sicília, i el va dissoldre.
Després de la Segona Guerra Mundial, per tal d'apaivagar les reivindicacions independentistes sicilianes, li fou concedit un règim autonòmic especial el 25 de maig de 1947, conegut com a Assemblea Regional Siciliana.

## Presidents de l'Assemblea
- I Legislatura (1947-1951)
  - Ettore Cipolla, Bloc Lib.-UQ
- II Legislatura (1951-1955)
  - Giulio Bonfiglio, DC
- III Legislatura (1955-1959)
  - Giuseppe La Loggia, DC
  - Giuseppe Alessi, DC (el 28/11/1956)
- IV Legislatura (1959-1963)
  - Ferdinando Stagno D'Alcontres, DC
- V Legislatura (1963-1967)
  - Rosario Lanza, DC
- VI Legislatura (1967-1971)
  - Rosario Lanza, DC
- VII Legislatura (1971-1976)
  - Angelo Bonfiglio, DC
  - Mario Fasino, DC (del 10/04/1974)
- VIII Legislatura (1976-1981)
  - Pancrazio De Pasquale, PCI
  - Michelangelo Russo, PCI (del 03/05/1979)
- IX Legislatura (1981-1986)
  - Salvatore Lauricella, PSI
- X Legislatura (1986-1991)
  - Salvatore Lauricella, PSI
- XI Legislatura (1991-1996)
  - Paolo Piccione, PSI
  - Angelo Capitummino, DC (del 10/12/1993)
- XII Legislatura (1996-2001)
  - Nicolò Cristaldi, AN
- XIII Legislatura (2001-2006)
  - Guido Lo Porto, AN
- XIV Legislatura (2006-2008)
  - Gianfranco Miccichè, FI
- XV Legislatura (2008 - 2012)
  - Francesco Cascio, PdL
- XVI Legislatura (2012 - 2017)
  - Giovanni Ardizzone, UDC
- XVII Legislatura (2017 -)
  - Gianfranco Miccichè, FI